# Liste der Monuments historiques in Mandres-aux-Quatre-Tours
Die Liste der Monuments historiques in Mandres-aux-Quatre-Tours führt die Monuments historiques in der französischen Gemeinde Mandres-aux-Quatre-Tours auf.

## Liste der Immobilien
| Bezeichnung      | Beschreibung       | Standort                | Kennzeichnung | Schutzstatus | Datum | Bild           |
| ---------------- | ------------------ | ----------------------- | ------------- | ------------ | ----- | -------------- |
| Kirche St-Martin | romanisches Portal | Rue Saint-Martin (Lage) | PA00106089    | Inscrit      | 1926  | weitere Bilder |

## Liste der Objekte
| Bezeichnung               | Beschreibung                                        | Standort                       | Kennzeichnung | Schutzstatus | Datum | Bild |
| ------------------------- | --------------------------------------------------- | ------------------------------ | ------------- | ------------ | ----- | ---- |
| Weihwasserbecken          | Gusseisen, 17. Jahrhundert                          | in der Kirche St-Martin (Lage) | PM54001664    | Inscrit      | 1995  |      |
| Skulptur Maria Immaculata | Holz, farbig gefasst und vergoldet, 17. Jahrhundert | in der Kirche St-Martin (Lage) | PM54001663    | Inscrit      | 1997  |      |